# Naarda clitodes
Naarda clitodes là một loài bướm đêm thuộc họ Noctuidae.